# Grubich Vilmos
Grubich Vilmos (Kópháza, 1914. május 20. – Budapest, 1983. december 6.) magyar orvos, az orvostudományok kandidátusa (1969).

## Életpályája
Elemi iskoláit Kópházán végezte. 1932-ben érettségizett Sopronban. 1938–1946 között a Pázmány Péter Tudományegyetem Általános Kórtani és Bakteriológiai Intézetének gyakornoka volt. Orvosi diplomáját 1942-ben szerezte meg a budapesti Pázmány Péter Tudományegyetemen. 1946–1950 között egyetemi tanársegéd volt. 1948–1950 között a Posta Betegbiztosító Intézete és a budapesti X. kerületi Egészségház Központi Laboratóriumának vezetője volt. 1950. július 6-tól az Országos Testnevelési és Sport Intézetben (OTSI) dolgozott. 1951-től részt vett a kutató laboratóriumának megszervezésében. 1981. június 30-ig vezette az intézményt.

### Munkássága
Sportélettannal, fiziológiával foglalkozott, elsősorban a sportolók táplálkozásának, a gyógytestnevelés és a magasvérnyomás összefüggéseinek vizsgálata terén ért el fontos eredményeket. Az egyik első magyarországi orvosmeteorológusként alapvetően új megállapításokat tett a bioklimatológia sporteredményekre gyakorolt hatásának vizsgálata terén. Úttörő tevékenységet végzett a sportbiológiai és a sporthigiéniai kutatásokban is. Az első magyarországi sportorvosi kutatólaboratórium megszervezőjeként fontos szerepe volt a modern magyarországi sportorvosi kutatások megindításában. Nevéhez fűződik a spirotonometria vizsgáló eljárás bevezetése. Bibliográfusi munkássága is jelentős.

## Családja
Szülei: Grubich Pál (?-1915) földműves és Bugletits Matild voltak. Apja elesett az első világháborúban. Mostohaapja: Konitz Viktor volt. Felesége Bori Margit volt. Három lányuk született: Krisztina, Judit és Enikő.
A Farkasréti temetőben nyugszik (3/1-4-29).

## Művei
- A hőmérséklet napi ingadozása, mint bioklimatikus inger (Az Időjárás, 1947)
- Az I. számú hajdúszoboszlói gyógyvíz anyagcserehatása (Baráth Györggyel és Kékesi Évával) – A sportoláskor kifejtett testi munka és a vérnyomás-amplitudo összefüggéséről (Orvosi Hetilap, 1949. 19.)
- Blutkörperchensenkung bei Lungentuberkulose (Zselyonka Lászlóval; Wiener Medizinische Wochenschrift, 1950; magyarul: Orvosi Hetilap, 1948. 18.)
- Izzadás, kiválasztás és sportmunka (Baráth Györggyel; Orvosi Hetilap, 1953. 22.)
- A bőr érfunkciós vizsgálata (Baráth Györggyel, Várady A.-val; Orvosi Hetilap, 1954)
- A gyógyító testkultúráról, különös tekintettel a tuberkulózisra (Orvosi Hetilap, 1955. 15.)
- A tüdőgümőkórosok gyógyító testkultúrájáról (A tuberkulózis kérdései, 1955)
- A sportolók adekvát és individuális terheléses vizsgálata a spirotonométerrel adagolt keringésmegterhelés alapján. – Adatok a szervezet sporttevékenységgel kapcsolatos chloridforgalmához. – A tüdő vitalis nyomáskapacitása. – Az Országos Testnevelés- és Sportegészségügyi Intézet Kutatólaboratóriumának öt éve (Testneveléstudomány, 1955)
- A szervezet alkalmazkodóképességének változása, mint a sportedzés élettani irányításának eszköze. – A bőrhőmérséklet-mérés felhasználása egyes izomcsoportok sportmozgás közben végzett munkájának analízisére (Testneveléstudomány, 1956)
- A labdarúgók erőnléti állapotának, fáradékonyságának és edzésellenőrzésének gyakorlati útjai (Labdarúgás, 1956)
- Gyógytestnevelés a belső szervi megbetegedések és deformitások megelőzésében és kezelésében (Glauber Andorral; főiskolai jegyzetek; Budapest, 1958)
- Spirotonometria (Orvosi Hetilap, 1959. 46.)
- Az időjárás és az ember. A bioklimatológiai edzés általános és sportorvosi vonatkozásai. Monográfia. 1 térképpel (Budapest, 1961)
- A tokiói olimpia bioklimatológiai kérdései (Testnevelés- és Sportegészségügyi Szemle, 1962)
- A speciális terhelés problémája a labdarúgók erőnléti állapotának megítélésénél. – A sportolók élelmezése a tatai edzőtáborban (Testnevelés- és Sportegészségügyi Szemle, 1963)
- Összehasonlító terhelési vizsgálatok. 1–2. (Testnevelés- és Sportegészségügyi Szemle, 1965)
- Gyógytestnevelés. 2. (főiskolai jegyzetek; Budapest, 1965)
- Meteorológiai tényezők szerepe a sérülések keletkezésében (Testnevelés- és Sportegészségügyi Szemle, 1966)
- Hypertonia és légzőgyakorlatok. 1–2. (Testneveléstudomány, 1967)
- Egymásután ismételten végrehajtott ejtőernyős ugrások hatása a szervezetre (Némethy Istvánnal, Orbán Pállal; Testnevelés- és Sportegészségügyi Szemle, 1967)
- A fokozott intrapulmonalis nyomás néhány cardiorespiratoricus tényezője (kandidátusi értekezés; Budapest, 1968)
- A fokozódó préselőerő hatása a vérkeringésre és a gázcserére (Malomsoki Jenővel, Nemessuri Mihállyal; Testnevelés- és Sportegészségügyi Szemle, 1968)
- A szakaszosan csökkenő préselőerő hatása a vérkeringésre és a gázcserére (Malomsoki Jenővel, Nemessuri Mihállyal; Testnevelés- és Sportegészségügyi Szemle, 1969)
- Mérési értékek nyerése és feldolgozása a sportorvostanban. – A sportolók fehérjeszükséglete (Testnevelés- és Sportegészségügyi Szemle, 1970)
- A spiroergometria és a gazdaságosság értelmezése (Testnevelés- és Sportegészségügyi Szemle, 1972)
- Egyszerű erőnléti és állóképességi vizsgálatok (Sportorvosi ismeretek. 2. Budapest, 1974)
- Tápanyagok és az izomanyagcsere (Testnevelés- és Sportegészségügyi Szemle, 1975)
- Nagy állóképességet kívánó sportágak versenyzőinek élettani jellemzői, különös tekintettel az országúti kerékpárosokra (Testnevelés- és Sportegészségügyi Szemle, 1976)
- A sportolók táplálkozása (Monográfia) Az edzőtábori étlap-összeállítás című fejezetet Kunos Ferenc írta. (Budapest, 1980)
- A sportolók táplálkozása (Sportorvostan. Szerkesztette: Frenkl Róbert; Budapest, 1984)

### Szerkesztései
- Sportegészségügyi bibliográfia 1960-ig megjelent művekről. Szerkesztette: Ambrus Lászlóval; A Testnevelési Tudományos Tanács füzetei; Budapest, 1965)
- A Magyar Sportorvos Társaság tudományos kongresszusa (Budapest, 1971. október 14–16. Szerkesztette: Arató Ottóval; Budapest, 1972)
- Az Országos Testnevelési és Sportegészségügyi Intézet 25 éve. 1952–1977. Jubileumi kiadvány. Az 1977. dec. 19–20 között tartott jubileumi ünnepség keretében elhangzott előadások és az Intézet tudományos munkásságának bibliográfiája. Felelős szerk. (Budapest, 1977)

## Díjai
- Dalmady Zoltán-emlékérem (1971)
- Sport Érdemérem ezüst fokozata (1977)